# Cabinet d'Histoire naturelle
Ne doit pas être confondu avec cabinet d'histoire du Jardin des plantes.
Pour les articles homonymes, voir Cabinet et Cabinet du roi.

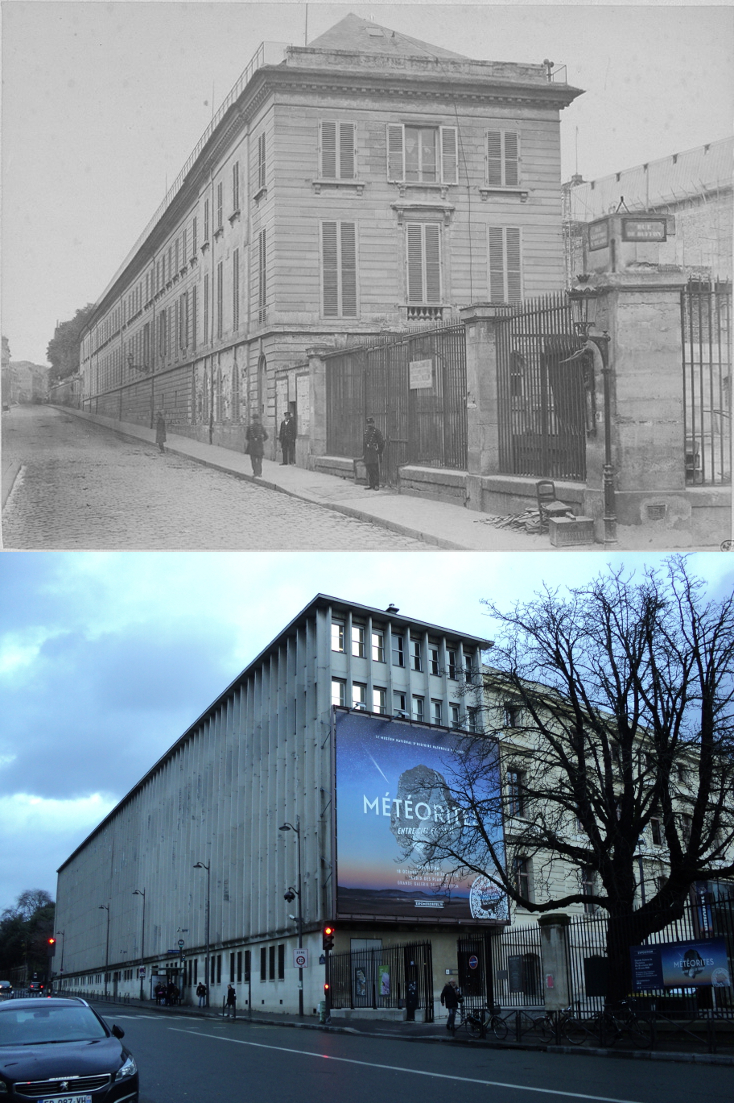
Deux photographies, prises du sud-ouest, du côté nord-est de la rue Geoffroy-Saint-Hilaire : en haut l'ancien « cabinet d'Histoire naturelle » autour de 1885 (photographie de Pierre Petit) ; en bas le bâtiment qui occupe le site depuis 1963 : la réserve de la bibliothèque centrale du Muséum national d'histoire naturelle, en 2017. L'entrée que l'on aperçoit en haut était initialement appelée « porte Bonaparte » ; c'est aujourd'hui la « porte de la Grande galerie ».

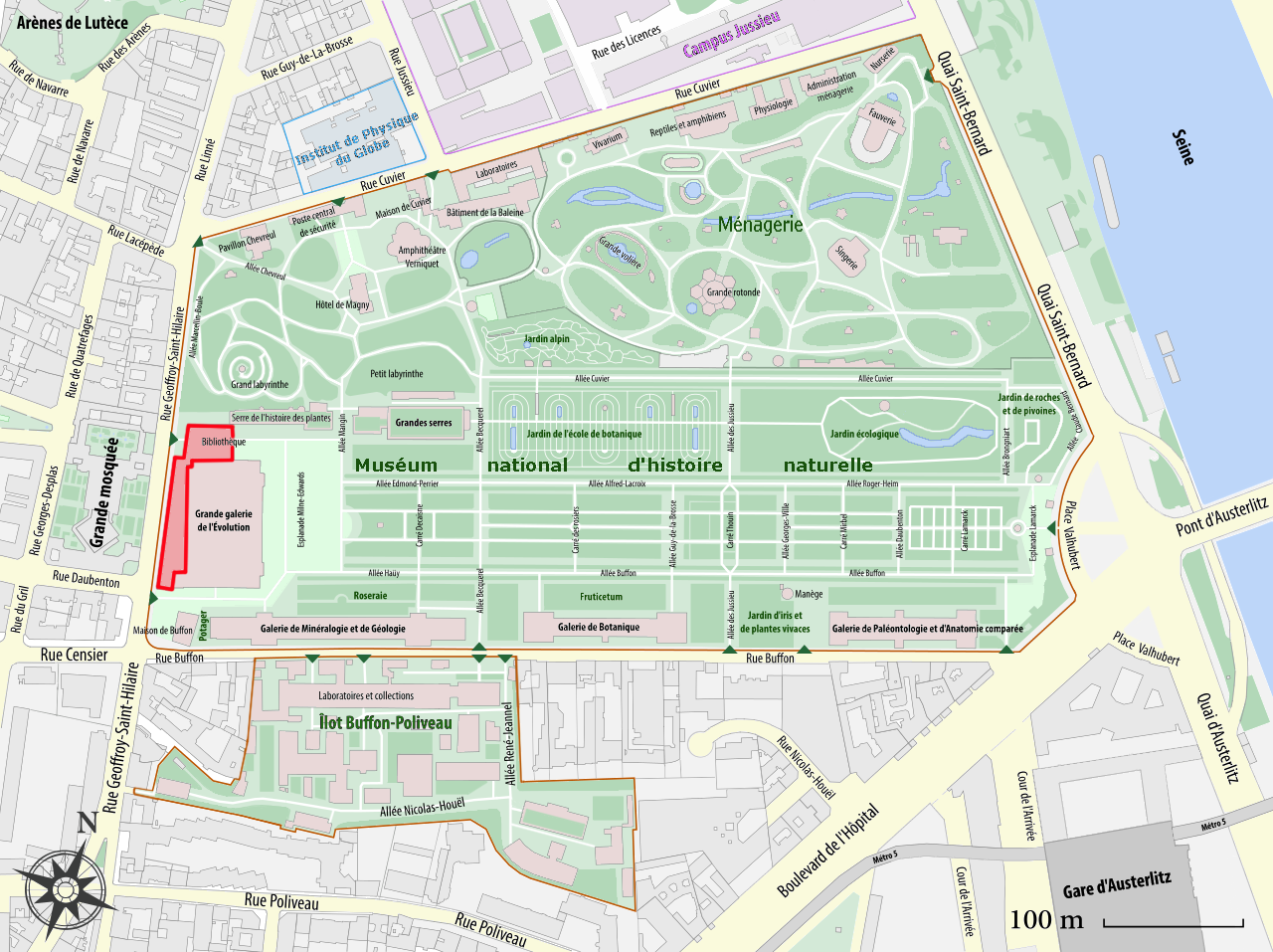
Position le long de la rue Geoffroy-Saint-Hilaire, à l'Ouest du Jardin des plantes de Paris, de la réserve de la bibliothèque centrale du Muséum sur l'emplacement de l'ancien cabinet d'histoire naturelle.

Le cabinet d'Histoire naturelle (aussi appelé cabinet du roi ou cabinet du roy, selon les orthographes et selon les époques) fut un bâtiment qui était situé dans le Jardin des plantes, à Paris, en France. Ce bâtiment fut pendant longtemps, depuis les années 1630 jusqu'au début du XIXe siècle, le principal espace de conservation et d'exposition des collections scientifiques du Jardin royal des plantes médicinales ou « Jardin du roi », l'actuel Muséum national d'histoire naturelle.
Depuis son inauguration en 1635 par le roi Louis XIII dont c'était le cabinet de curiosités,, le bâtiment a traversé le temps et les régimes politiques. Avec l'exécution de Louis XVI en 1793 il a perdu son appellation de « cabinet du roi » mais il l'a récupérée avec l'avènement des périodes dites de la Restauration (1815-1830) et de la monarchie de Juillet (1830-1848). Depuis la fondation du Jardin royal des plantes médicinales et jusqu'à la première moitié du XXe siècle, le bâtiment a été réorganisé, modifié et surtout agrandi en 1886-1889 par la nouvelle galerie de Zoologie de l'architecte Louis-Jules André qui s'élève dans ce qui était la cour, du côté jardin. En 1935 l'ancien cabinet est finalement démoli, et seule reste la galerie de Zoologie, devenue à la fin du XXe siècle la Grande galerie de l'Évolution. À la place du cabinet, en 1963, fut inauguré un tout nouveau bâtiment : la réserve de la bibliothèque centrale du Muséum.

## Histoire
En 1626, influencé par deux de ses principaux médecins (Guy de La Brosse et Jean Héroard), et avec l'appui de Richelieu, Louis XIII signe des « lettres patentes » qui prévoient la création prochaine d'un jardin médécinale. En février 1633, et en donnant suite à cette initiative, le roi acquiert des héritiers du magistrat Daniel Voysin une grande propriété aux portes sud-est de Paris, dans le faubourg Saint-Victor (ainsi nommé d'après l'abbaye Saint-Victor). Cette « Terre d'Alez » où un apothicaire, Nicolas Houël, avait déjà dispensé à la fin du XVIe siècle des cours d'herboristerie, est alors traversée par la Bièvre. La propriété comprend un château, encore visible sur une aquarelle peinte par le graveur Frédéric Scalberge en 1636. C'est ce château qui, plus tard, au XVIIIe siècle, deviendra le cabinet d'Histoire naturelle. Mais au XVIIe siècle et pendant le premier siècle de son histoire, le château sert avant tout à loger le Premier médecin du roi et à être le lieu de conservation du droguier royal. Ce dernier contient essentiellement des collections de plantes médicinales et surtout de minéraux destinés à la recherche médicale et à la pharmacopée. Un édit de Louis XIII, de 1635, rend officielle la création du Jardin et les savants commencent alors à faire vivre l'institution, en constituant, en enrichissant et en conservant les collections du cabinet et du droguier. En 1640 le Jardin ouvre ses portes au public.
Dans ces années de fondation du Jardin royal, le château est le principal corps de logis du Jardin et se voit attribuer les fonctions d'héberger aussi bien les appartements du Surintendant du Jardin (charge alors attribuée au Premier médecin du roi) que le droguier du roi. En peu de temps, par métonymie, cela vaudra au bâtiment le nom de « droguier du roi » ou « cabinet des drogues ». Au XVIIIe siècle le Jardin royal des plantes médicinales n'est plus perçu comme une institution strictement médicinale mais comme une institution consacré à l'histoire naturelle en général. C'est ainsi qu'en 1718 le Jardin des plantes médicinales est renommé en « Jardin du roi » et le poste de Surintendant du Jardin est séparé de celui du Premier médecin du roi. Plus tard, en 1729, l'ancien « cabinet des drogues » a perdu définitivement son rôle d'officine et prend officiellement le titre de « cabinet d'Histoire naturelle »,.
Dix ans plus tard, en 1739, l'arrivée de Georges-Louis Leclerc (qui plus tard deviendra le comte de Buffon) à la surintendance du Jardin sera capitale dans l'histoire du bâtiment. Buffon ne sera pas seulement le premier surintendant du Jardin du roi à faire du cabinet d'Histoire naturelle un lieu pleinement consacré à sa discipline, il fera en plus agrandir le bâtiment. Sous la direction de Buffon, Louis Jean-Marie Daubenton réorganisera les collections contenues dans le Cabinet pour leur donner un caractère systématique.
Le volume des collections augmentant de plus en plus, le XIXe siècle vint soulager le cabinet d'Histoire naturelle de son manque d'espace grâce à l'affectation d'autres bâtiments situés dans le Jardin (Georges Cuvier installe en 1802, dans le bâtiment de nos jours dit « de la baleine », première galerie d'Anatomie comparée du Muséum,) mais aussi grâce à la construction de nouveaux bâtiments : galerie de Minéralogie et de Géologie en 1837 (destinée à l'époque à contenir minéraux et roches mais aussi l'herbier national et la bibliothèque du Muséum), galerie de Zoologie inaugurée en 1889, galerie de Paléontologie et d'Anatomie comparée en 1898, galerie de Botanique en 1935.
La construction, dans les années 1880, de la galerie de Zoologie complètement attenante à la façade côté jardin du Cabinet, recouvrit définitivement cette façade qui laissa place, au bout de la perspective à la française visible depuis la Seine, à la façade de la nouvelle galerie que l'on voit toujours actuellement. Cela ne laissa au cabinet d'Histoire naturelle qu'une seule façade visible, côté rue Geoffroy-Saint-Hilaire. Dans les années qui suivirent, l'ancien cabinet d'Histoire naturelle devint de plus en plus vétuste et le Muséum finit par le faire démolir en 1935.

### Historique du bâtiment, chronologie résumée
- 1633 : Sur la terre d'Alez, en vue d'y fonder un jardin destiné à la recherche médicale, le roi Louis XIII fait acheter un château avec jardin, à l'époque plus petit que l'actuel Jardin des plantes[10].
- 1635 : Le Jardin royal des plantes médicinales est officiellement fondé par un édit du roi. Au château sont aménagés les appartements du Premier médecin du roi, qui reçoit aussi la charge d'être le Surintendant du Jardin. Le château reçoit aussi le droguier du roi, c'est-à-dire la collection royal de plantes séchées et de minéraux, échantillons des médicaments connus de l'époque. Le bâtiment finira par être appelé le « droguier du roi » ou, aussi, le « cabinet des drogues ».
- 1636 : De nouveaux terrains sont achetés et ajoutés à ceux achetés en 1633[10].
- 1640 : Le Jardin est ouvert au public[7].
- 1718 : L'institution ayant évolué, le Jardin perd son statut d'organisme de recherche strictement médicale et, en étant admis qu'il s'agit fondamentalement d'une institution de recherche en histoire naturelle, le Jardin est renommé en « Jardin du roi ».
- 1729 : L'ancien château, le cabinet des drogues, est renommé en « cabinet d'Histoire naturelle ». Il sera aussi connu sous le nom de « cabinet du roi »[8].
- 1739 : Le comte de Buffon est nommé Surintendant du Jardin du roi[11]. Buffon s'installe dans les appartements de fonction qui lui sont attribués dans le cabinet d'Histoire naturelle, tel que l'ont toujours fait ses prédécesseurs.
- 1740 : Buffon commande à l'architecte Pierre Coupard de la Touche un projet d'agrandissement du bâtiment mais le projet sera ajourné, plusieurs fois revus et corrigé par d'autres architectes, jusque dans les années 1780.
- 1745 : Buffon nomme Louis Jean-Marie Daubenton garde des collections du cabinet d'Histoire naturelle et au sein de celui-ci libère une partie de ses appartements pour y installer de nouveaux objets de collection. Les deux hommes, Buffon et Daubenton, vont introduire une première dans la façon d'agencer une collection d'histoire naturelle : ils ordonnent la collection du cabinet du roi méthodiquement, en classant les objets selon les trois règnes de la nature (minéral, végétal et animal). La même année Buffon achète aux enchères une partie du cabinet de curiosités de Joseph Bonnier de La Mosson (cinq armoires ornées de boiseries et dotées de vitrines d'exposition remplies d'insectes et animaux séchés) et l'intègre dans les collections du cabinet du roi[12]. La même année aussi, Buffon décide d'ouvrir au public les pièces du cabinet d'Histoire naturelle où sont exposés les collections. C'est aussi une première mondiale puisque les cabinets de curiosités sont à l'époque des initiatives privées dénuées de classement scientifique réel alors que le cabinet d'Histoire naturelle du Jardin du roi est une institution d'état constituée, elle, comme le premier véritable musée d'histoire naturelle de l'histoire.
- 1766 : Buffon a tellement fait augmenter le nombre de pièces et le volume des collections qu'il décide de leur céder entièrement ses appartements du cabinet d'Histoire naturelle pour aller louer l'hôtel Le Brun, situé, lui, au numéro 49 de l'actuelle rue du Cardinal-Lemoine[13].
- 1767 : Dans le cabinet d'Histoire naturelle commencent les travaux d'aménagement des anciens appartements de l'Intendance. Dès cette année les anciens appartements de Buffon deviennent une nouvelle salle d'exposition, salle par laquelle se fait l'entrée du public dans le bâtiment. Aussi, la visite des collections, en direction nord-sud, commence par cette nouvelle salle[13].
- 1771 : Buffon, estimant que son nouveau logement à l'hôtel Le Brun l'éloigne trop du cabinet d'Histoire naturelle, fait l'acquisition de la maison d'habitation située le plus immédiatement au sud du Cabinet[13]. Devenue dès 1771 la maison de l'Intendance, présentement dite « maison de Buffon », cette maison se trouve toujours dans le Jardin des plantes, au numéro 26 de l'actuelle rue Buffon, près de l'intersection avec la rue Geoffroy-Saint-Hilaire. Elle abrite différents services et bureaux, entre autres la librairie des publications scientifiques du Muséum.
- 1780 : L'ancien projet d'agrandissement du bâtiment reprend, à nouveau sous la direction de l'architecte Pierre Coupard de la Touche, mais celui-ci meurt en septembre et c'est Edme Verniquet, son successeur, qui reprend le projet. Par la suite, la redécouverte du réseau de galeries souterraines d'anciennes carrières abandonnées forcera les travaux à être progressivement ajournés tout au long des années 1780[13].
- 1787 : Les travaux au cabinet d'Histoire naturelle reprennent finalement : remodelage des façades et prolongement du bâtiment vers le sud[13].
- 1788 : Peu avant la mort de Buffon, le nouveau réagencement du cabinet d'Histoire naturelle est enfin inauguré[13]. Le rez-de-chaussée est voûté pour créer un espace intérieur pouvant héberger des squelettes de grande taille (éléphant, cachalot, cétacés). Le premier étage reçoit les squelettes de quadrupèdes et au deuxième étage sont installés les squelettes de plus petite taille. Les minéraux les plus lourds sont installés au rez-de-chaussée et le reste des collections minérales est distribué aux étages supérieurs, dans différents cabinets[13]. Le bâtiment comprend aussi l'herbier royal et une bibliothèque.
- 1802 : L'anatomiste Georges Cuvier crée les nouvelles galeries d'anatomie comparée dans un ancien dépôt de coches désaffecté, situé dans le périmètre du Jardin des plantes et acquis par le Muséum national d'histoire naturelle[9] : ce qui reste de ce bâtiment, entre-temps partiellement démoli et remplacé par des laboratoires, est actuellement appelé « pavillon de la baleine ». Il y déplace le gros des collections ostéologiques (os, peaux et squelettes) et malacologiques (coquillages), ainsi que les collections d'organes conservés dans des bocaux d'alcool. Cela libère de l'espace dans le cabinet d'Histoire naturelle mais rompt inévitablement l'unité des collections qui avait été voulue par Buffon et Daubenton.
- 1837-1841 : C'est au tour de l'herbier, de la bibliothèque et des collections géologiques et minéralogiques de quitter le cabinet d'Histoire naturelle. Ces grands ensembles de collections migrent vers un bâtiment nouvellement inauguré, la galerie de Minéralogie et de Géologie.
- 1889 : Avec l'inauguration de la galerie de Zoologie (actuelle grande galerie de l'Évolution) la façade côté jardin du cabinet d'Histoire naturelle est complètement couverte par le nouveau bâtiment. La vue en perspective créée par Edme Verniquet en 1788 disparaît à jamais, remplacée par la vue actuelle sur la façade créée par l'architecte Louis-Jules André. La plupart des collections zoologiques qui restaient dans le cabinet d'Histoire naturelle (insectes, mollusques, crustacés, vers, œufs de toutes sortes, oiseaux, reptiles et mammifères naturalisés, amphibiens et poissons conservés en alcool…) quittent le Cabinet pour la nouvelle Galerie.
- 1934 : En vue d'une démolition du bâtiment, le cabinet de curiosités de Bonnier de La Mosson et les derniers autres objets de collection quittent à leur tour le cabinet d'Histoire naturelle[14].
- 1935 : Le Muséum fait démolir le cabinet d'Histoire naturelle[5].

## Collections
En tant que cabinet d'histoire naturelle, le « cabinet du roi » comprenait de vastes collections d'insectes, de plantes, de fossiles, de concrétions, squelettes de « monstres », habits de plumes à l'usage des « sauvages » ou des « Amériquains ». L'origine de toutes ces pièces est diverse : cadeaux faits au Roi de France comme gage d'alliance de la part des peuples rencontrés, dons de collections entières comme celle de Joseph Pitton de Tournefort ou René-Antoine Ferchault de Réaumur, de botanistes, de naturalistes et de voyageurs, qui viennent enrichir, sous Louis XIV et Louis XV les collections du cabinet.
Ces collections deviendront la première base des collections actuelles du Muséum national d'histoire naturelle et du musée de l'Homme, à Paris.